# Gerald Fielding
Gerald Fielding (6 de julho de 1910 – 3 de junho de 1956) foi um ator de cinema britânico nascido na Índia. Ele atuou em vários filmes britânicos durante a era do cinema mudo.

## Filmografia selecionada
- The Three Passions (1929)
- Goodbye Love (1933)
- The Scarlet Empress (1934)
- The Price of a Song (1935)
- The Man Behind the Mask (1936)
- A Chump at Oxford (1940)
- They Met in Bombay (1941)